# Young at Heart
Young at Heart ist ein US-amerikanischer Dokumentarfilm aus dem Jahr 1987.

## Handlung
Der Film beschreibt das Verhältnis zwischen Louis Gothelf, dem Vater der Produzentin Sue Marx, und Reva Shwayder. Louis und Reva, beide Mitte 80 und verwitwet, lernten sich auf einer Gruppenreise nach England kennen. Durch ihre gemeinsamen Interessen wurde aus der Freundschaft eine tiefe und starke Beziehung. Die beiden diskutieren über das Thema einer Beziehung ohne Heirat. Louis erzählt über seine erste Frau, die zehn Jahre lang an Alzheimer litt, während Reva über den Tod zweier Söhne spricht, die einige Jahre nach dem Tod ihres Ehemannes gestorben sind.

## Auszeichnungen
1988 wurde der Film in der Kategorie Bester Dokumentar-Kurzfilm mit dem Oscar ausgezeichnet.